# Meus Prêmios Nick 2003
O Meus Prêmios Nick 2003 é a quarta edição da premiação. Ocorreu no dia 27 de setembro. A premiação reuniu em sua divertida cerimônia mais de 12.000 crianças e familiares. O apresentador foi Márcio Garcia.

## Apresentações
- Kelly Key – "Adoleta"
- Detonautas Roque Clube –"Quando o Sol Se For"
- Luka – "Tô Nem Aí"
- Felipe Dylon – "Deixa Disso"
- CPM 22 – "Não Sei Viver Sem Ter Você"
- Supla – "De Janeiro a Janeiro"

## Vencedores

### Desenho Animado Favorito
- Bob Esponja

### Videogame Favorito
- Yu-Gi-Oh

### Filme do Ano
- Harry Potter e a Câmara Secreta

### Banda Favorita
- Charlie Brown Jr.

### Cantor do Ano
- Chorão

### Programa de TV Favorito
- Malhação

### Música do Ano
- Quando o Sol se For - Detonautas

### Vídeo Clip Nacional Favorito
- Só Hoje - Jota Quest

### Jogador de Futebol Favorito
- Ronaldinho

### Gata do Ano
- Daniella Cicarelli

### Gato do Ano
- Erik Marmo

### Atriz Favorita
- Carolina Dieckmann

### Ator Favorito
- Rodrigo Santoro

### Cantora do Ano
- Kelly Key

### Vilã Favorita
- Regiane Alves

### Artista Internacional Favorita
- Avril Lavigne